# یوس دسخونمارک
یوس دسخونمارک (انگلیسی: Jos Deschoenmaecker؛ زادهٔ ۲ اکتبر ۱۹۴۷) دوچرخه‌سوار اهل بلژیک است.
از باشگاه‌هایی که در آن بازی کرده‌است می‌توان به مولتنی اشاره کرد.